# Prionosciadium linearifolium
Prionosciadium linearifolium là một loài thực vật có hoa trong họ Hoa tán. Loài này được (S. Watson) J.M. Coult. & Rose miêu tả khoa học đầu tiên năm 1895.